# Victor Henry Thakur
Victor Henry Thakur (* 1. Juli 1954 in Chakhni, Bihar, Indien) ist Erzbischof von Raipur.

## Leben
Victor Henry Thakur empfing am 3. Mai 1984 das Sakrament der Priesterweihe.
Am 27. Juni 1998 ernannte ihn Papst Johannes Paul II. zum Bischof von Bettiah. Der Erzbischof von Ranchi, Telesphore Placidus Toppo, spendete ihm am 11. November desselben Jahres die Bischofsweihe; Mitkonsekratoren waren der Erzbischof von Raipur, Joseph Augustine Charanakunnel, und der Bischof von Muzaffarpur, John Baptist Thakur SJ.
Am 3. Juli 2013 ernannte ihn Papst Franziskus zum Erzbischof von Raipur. Die Amtseinführung erfolgte am 19. September desselben Jahres.